# NGC 6404
NGC 6404 је расејано звездано јато у сазвежђу Шкорпија које се налази на NGC листи објеката дубоког неба.
Деклинација објекта је - 33° 14' 48" а ректасцензија 17h 39m 37,3s. Привидна величина (магнитуда) објекта NGC 6404 износи 10,6. NGC 6404 је још познат и под ознакама OCL 1024, ESO 393-SC13.